# Кобрин Володимир Іванович
Володи́мир Іва́нович Ко́брин (20 червня 1879, Дрогобич — липень 1941) — український перекладач, правознавець.

## Життєпис
Походить із сім'ї дрогобицького столяра, згодом службовця австрійської жандармерії.
Закінчив 1904 року юридичний факультет Львівського університету. Мав успішну юридичну практику в Дрогобичі та Бориславі як адвокат та суддя, займався громадсько-політичною роботою.
У червні 1911 року як юрист брав участь у парламентських виборах («криваві Дрогобицькі») — по окрузі Дрогобич-Сколе-Турка представляв українських соціал-демократів.
У 1913—1914 роках переклав польською мовою «Кобзар» Т. Шевченка, кілька творів І. Франка, «Слово о полку Ігоревім».
У передмові до публікації «Мойсея», випущеного у Львові 1914 року, Франко висловлює Кобрину подяку за «старанне виконання перекладу».
22 червня 1941 року разом і дружиною Ольгою, сином Мирославом та невісткою Ганною арештовані органами НКВД.
Приблизно початком липня 1941 року родину Кобринів замордовано в катівнях НКВД.
У серпні-листопаді 1990 на території колишнього приміщення НКВД-КГБ в Дрогобичі проведено розкопки, викопано рештки 486-ти осіб, що загинули від НКВД. Було розпізнано і рештки тіл родини Кобринів, перепоховали у братській могилі жертв НКВД в місті Дрогобич. Товариство «Меморіал» ім. В. Стуса встановило Кобрину меморіальну дошку в Дрогобичі.
20 жовтня 2022 року вулицю Мічуріна у місті Дрогобич було перейменовано на вулицю Володимира Кобрина.